# Ernesto Tamariz
Ernesto Tamariz Galicia (Acatzingo, Puebla, 11 de enero de 1904 - Ciudad de México, 30 de septiembre de 1988) fue un escultor mexicano. Se especializó en escultura monumental y conmemorativa, misma que está colocada en una centena de espacios públicos relevantes de su país.

## Trayectoria
Ingresó en 1918 a la  Academia de Bellas Artes de Puebla y a los 21 años, en 1923 a la Academia de San Carlos en donde estudió pintura. En 1925 ganó un concurso para pintar murales en el Palacio de Minería, Se decantó por la escultura, campo en el que trabajaría a lo largo de su vida. En 1926 fundó la Escuela de Artes Plásticas de Pachuca. Colaboró en los años 30 en la elaboración del conjunto escultórico del Monumento a la Revolución junto a Oliverio Martínez, con quien realizaría obra escultórica en distintos estados de México. En 1948 comenzó con el arquitecto Enrique Aragón el Altar a la Patria, conocido como popularmente como «Monumento a los Niños Héroes», mismo que fue finalizado en 1952. La construcción del monumento le daría fama y reconocimiento en México, por lo que su actividad escultórica, particularmente en espacios públicos se prolongaría por tres décadas más.

## Obra
- Monumento a los fundadores de Puebla, 1931-1935
- Altar a la Patria, Ciudad de México, 1948-1952
- Escultura de José María Morelos, límites de la Ciudad de México y el estado de Morelos
- Escultura de Antonio Caso, Plaza del Estudiante, Ciudad de México
- Esculturas de Juan Pablo II, Escultura de San Pío y arcángeles de la Basílica de Guadalupe
- Viacrucis de la Catedral de Chihuahua
- Relieves de la Suprema Corte de Justicia de la Nación
- Monumento a Vasco de Quiroga en Quiroga, Michoacán
- Escultura a Ignacio Allende en Irapuato, Guanajuato
- Monumento a José de San Martín en la colonia Polanco, Ciudad de México
- Escultura de Rafael Cabrera, Puebla, 1951
- Esculturas en Almoloya de Juárez, 1953
- Escultura de José María Yáñez, Guaymas,
- Tumba de Manuel M. Ponce en la Rotonda de las Personas Ilustres, Ciudad de México (1954)
- Altar central y esculturas en la Catedral Metropolitana de la Ciudad de México (1957)
- Virgen de Guadalupe, Lourdes
- Bustos de Carranza, Obregón y Calles, La Paz, Baja California Sur (1958)
- Escultura de Felipe Pescador en la Estación de Buenavista, Ciudad de México
- Escultura La Fama en el Toreo de Cuatro Caminos
- Escultura de Alfonso Reyes en el campus de la Universidad Autónoma de Nuevo León
- Tumba de Ignacio Zaragoza en el Panteón de San Fernando, Ciudad de México[6]
- Tumba de Alfonso Reyes, Rotonda de las Personas Ilustres, Ciudad de México[6]
- Bustos de aviadores en el Aeropuerto Internacional de la Ciudad de México
- Monumento a la Victoria del 5 de mayo, Puebla (1961)
- Esculturas de María Auxiliadora y ángeles de la parroquia de Santa Julia, Ciudad de México (1961).[7]
- Esculturas de Hipócrates y Platón en el Centro Médico Nacional Siglo XXI, Ciudad de México (1962)
- Escultura de Juan Diego, Cuautitlán (1962)
- Relieves de la sede del Instituto Mexicano del Seguro Social, Xalapa (1963)
- Cristo de madera para la catedral de Torreón (1963)
- La Marsellesa, Conjunto Habitacional Unidad Independencia, Ciudad de México (1964)
- Escultura de Belisario Domínguez, Nuevo Laredo (1965)[5]